# Episodi di Il commissario Köster (quarantaseiesima stagione)
La quarantaseiesima stagione della serie televisiva Il commissario Köster è stata trasmessa in prima visione in Germania da ZDF dal 18 marzo al 6 maggio 2022.
| n. | Titolo originale   | Titolo italiano | Prima TV Germania | Prima TV Italia |
| -- | ------------------ | --------------- | ----------------- | --------------- |
| 1  | Ein Tag im Leben   |                 | 18 marzo 2022     |                 |
| 2  | Böses Blut         |                 | 25 marzo 2022     |                 |
| 3  | Zeugen der Anklage |                 | 1 aprile 2022     |                 |
| 4  | Existenz           |                 | 8 aprile 2022     |                 |
| 5  | Tod am Kliff       |                 | 15 aprile 2022    |                 |
| 6  | Der Mondkönig      |                 | 22 aprile 2022    |                 |
| 7  | Verantwortung      |                 | 29 aprile 2022    |                 |
| 8  | Alte Freunde       |                 | 6 maggio 2022     |                 |